# La Mesa (Cabimas)
La Mesa es una población de Venezuela. Pertenece al municipio Cabimas del estado Zulia, se encuentra en la Parroquia Arístides Calvani. 

## Ubicación
Se encuentra en la carretera entre El Consejo de Ziruma, Las García y Curazaíto.

## Zona Residencial
La Mesa es un caserío rural del municipio Cabimas, ubicado en una sabana en un cruce entre la vía que conecta al Consejo, Las García y Palito Blanco con la vía que lleva a San Diego, Los Tablazos y Quiroz. Cuenta con pocos servicios e infraestructura, como un club, una cancha de baloncesto y una escuela.

## Actividad Económica
La Mesa es un pueblo dedicado principalmente a la ganadería. Además de sus haciendas la mesa es conocida por sus plantas embotelladoras de agua potable, proveniente de los manantiales ubicados cerca de la población.

## Vialidad y Transporte
La vía principal es la que viene del Consejo y Las García y que conecta al pueblo con Agua Santa, La Guacamaya y Curazaíto.
La línea Cabimas - La Mesa - Curazaíto (logo marrón con letras blancas) conecta al pueblo con otras localidades.